# 拉维莱特 (卡尔瓦多斯省)
拉维莱特（法語：La Villette，法語發音：[la vilɛt] ⓘ）是法国卡尔瓦多斯省的一个市镇，属于卡昂区。

## 地理
拉维莱特（48°54'43"N, 0°32'36"W）面积9.74 平方千米，位于法国诺曼底大区卡爾瓦多斯省，该省份为法国西北部沿海省份，北濒大西洋英吉利海峡，东北与滨海塞纳省以海上边界相接，东临厄尔省，南至奧恩省，西与芒什省接壤。
与拉维莱特接壤的市镇（或旧市镇、城区）包括：克莱西、圣朗贝尔、诺曼底地区孔代。

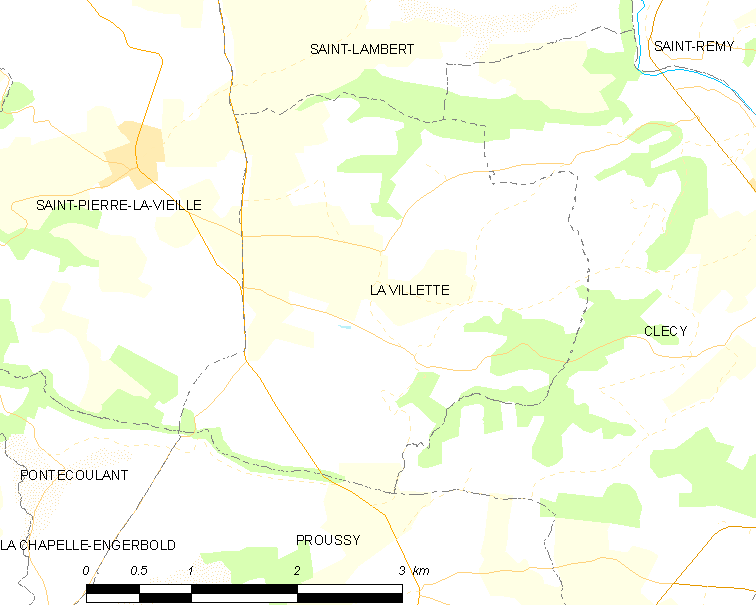
的OSM定位图

拉维莱特的时区为UTC+01:00、UTC+02:00（夏令时）。

## 行政
拉维莱特的邮政编码为14570，INSEE市镇编码为14756。

## 政治
拉维莱特所属的省级选区为诺曼底地区孔代县。

## 人口

1962-2008年间人口变化图示

拉维莱特于2022年1月1日时的人口数量为222人。